# 蒙布朗 (埃罗省)
蒙布朗（法語：Montblanc，法語發音：[mɔ̃blɑ̃]）是法国埃罗省的一个市镇，属于贝济耶区。

## 地理
蒙布朗（43°23'47"N, 3°22'2"E）面积26.94 平方千米，位于法国奧克西塔尼大區埃罗省，该省份为法国南部沿海省份，南濒地中海，西南接奥德省，西北接塔恩省和阿韦龙省，东北与加尔省接壤。
与蒙布朗接壤的市镇（或旧市镇、城区）包括：贝桑、貝濟耶、塞尔斯、波尔蒂拉涅、圣蒂贝里、塞尔维扬、瓦尔罗、维亚斯。

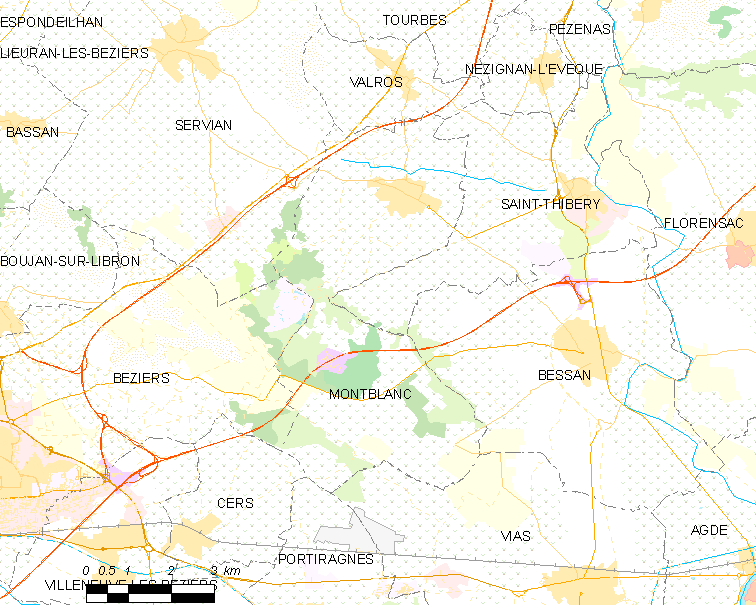
的OSM定位图

蒙布朗的时区为UTC+01:00、UTC+02:00（夏令时）。

## 行政
蒙布朗的邮政编码为34290，INSEE市镇编码为34166。

## 政治
蒙布朗所属的省级选区为佩兹纳斯县。

## 人口

1962-2008年间人口变化图示

蒙布朗于2022年1月1日时的人口数量为2896人。